# كيمكو (شركة)
كيمكو (بالإنجليزية: Kemco Corporation)‏ (باليابانية:株式会社ケムコ) ، هي شركة لصناعة ألعاب فيديو يابانية، أنتجت سنة 1984م، وأصدرت لمعظم ألعاب الفيديو من نوع لعبة منصات وألعاب رياضية.

## وصلات خارجية
- الموقع الرسمي
- Kemco at موبي جيمز